# ウクライナのオリガルヒ
ウクライナのオリガルヒ（ウクライナ語: Українські олігархи、英語: Ukrainian olygarchs）は、1991年のウクライナ独立後に、ウクライナの経済的および政治的場面に登場した政治力も兼ね備えた富裕層「オリガルヒ」である。
1990年代以降、ウクライナは市場経済に移行し、国有資産の急速な民営化が行われて、その進展はソビエト連邦の解散後に、隣接したソビエト後の諸国の進展を反映したものであった。ウクライナのこうした新興財閥が国内および地域の政治に及ぼす影響、特にロシアとのつながりは、ウクライナの政治改革または汚職に対する行動の欠如を批判する親欧米の情報源から大いに批判されている。
2008年時点で、ウクライナで最も裕福なオリガルヒ50人の総資産は、ウクライナのGDPの85％に相当している。2013年11月でも、この数は45％であった。2015年までに、ロシア・ウクライナ紛争により、当時最も裕福で影響力のあった5人のウクライナ人（リナト・アフメトフ、ヴィクトル・ピンチュク、イーホル・コロモイスキー、ヘンナジー・ボホリュボフ、ユリー・コシューク）の純資産総額は、2014年の216億ドルから2015年6月に118.5億ドル減少した。2014年にはウクライナのGDPは7％減少し、2015年には12％縮小している。

## 概要

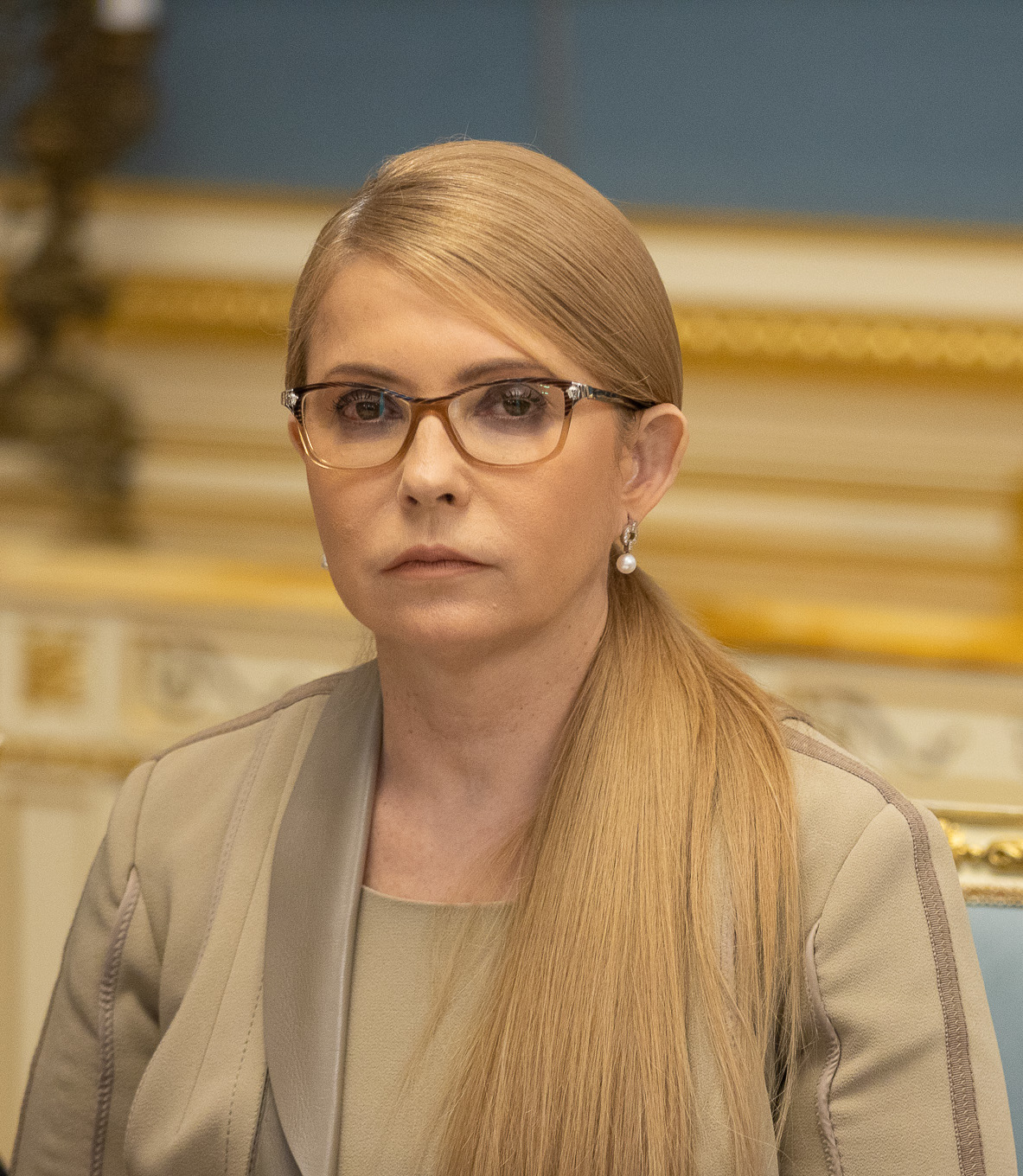
Y・ティモシェンコ

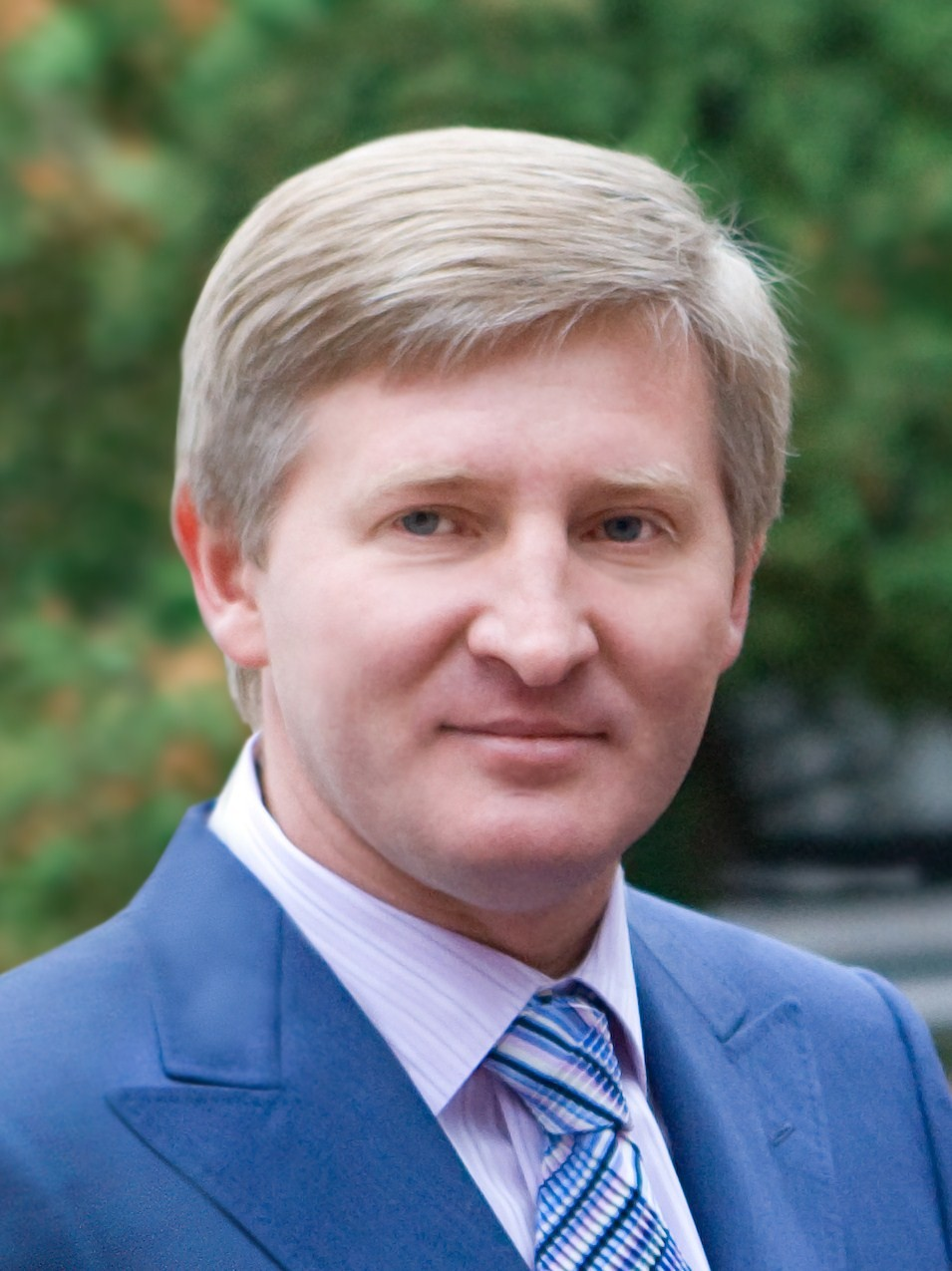
アフメトフ

ウクライナでもソ連崩壊以降ロシア同様いくつかのオリガルヒが誕生し、2019年現在においても、ウクライナの政治・軍事・経済に強い影響力を持っており、国内の混乱を招いている。
親露派のオリガルヒとしては元大統領のヴィクトル・ヤヌコーヴィチが有名であり、一大グループを形成していたものの、2014年の政変後に資産が没収されるなど、影響力を失ったとされる。
また、元首相で親欧米派のユーリヤ・ティモシェンコも新興財閥の一人であり、1995年から1997年まで、ウクライナ統一エネルギーシステムの社長を務め、1996年には、ロシアからの天然ガスの主要な輸入業者になり「ガスの女王」と呼ばれた他、海賊版ビデオ商品の密造・密輸など違法な方法による収益で多額の資金を得たとされる。
2014年現在で、ウクライナで最大の富豪はタタール人のリナト・アフメトフで東部ウクライナに最も大きな影響力を持ち、もともとはヴィクトル・ヤヌコーヴィチと関係が深かったが、2014年のウクライナ政変後は、その関係は不透明となっている。

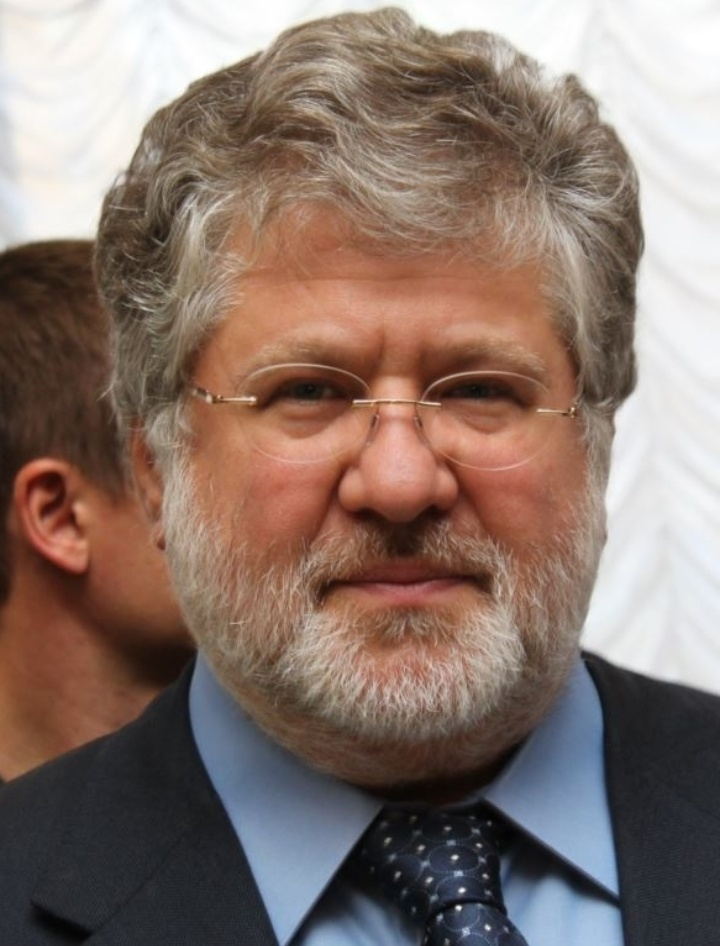
コロモイスキー

第二番目の富豪はイスラエル国籍も持つユダヤ人のイーホル・コロモイスキーで、アメリカやイギリス、イスラエルといった西側諸国と接点が多く、親欧米派オリガルヒの筆頭格である。また親衛隊的な独自の軍隊を持ち、親露的な分離独立派に対する強硬的な攻撃の中心的指導者とされる。2014年に親欧米派政権よりドニプロペトロウシク州の知事に任命された。
前大統領のペトロ・ポロシェンコも国内有数の大富豪で、チョコレートの商売で富をなしたため「チョコレート王」と言われ、元大統領で親欧米派のヴィクトル・ユシチェンコ、親露派の元大統領のヴィクトル・ヤヌコーヴィチの双方のもとで閣僚入りして、ついに大統領となった。しかし2019年の大統領選でウォロディミル・ゼレンスキー（コロモイスキーとの関係が深いとされる）に敗れた。
その他、レオニード・クチマ元大統領の娘婿のヴィクトル・ピンチュクやパーヴェル・ラザレンコなどのオリガルヒがいる。
ウクライナは依然として、オリガルヒに資金が流れる仕組みができており、国内経済・政治の停滞の要因の一つとなっている。また、それぞれロシアやアメリカ合衆国、イスラエル、イギリスなどとつながりが深く、資金集めを焦点にして、個々の政治的立場に大きく影響している。

## 主なウクライナのオリガルヒ

### 現在も活動中の者
- SCM持株会社鉄鋼グループ：リナト・アフメトフ
- プリヴァトバンク：イーホル・コロモイスキー、ヘンナジー・ボホリュボフなど
- MHP食品会社：ユリー・コシューク
- ロシェン製菓会社：ペトロ・ポロシェンコ
- 元ウクライナ国立銀行理事長：ヴィクトル・ユシチェンコ
- 元第一副首相：パーヴェル・ラザレンコ
- インターパイプ鋼管会社：ヴィクトル・ピンチュク

など

### 既に影響力を失った者
- 元首相・大統領候補・元ウクライナ統一エネルギーシステム（英語版）：ユーリヤ・ティモシェンコ
- 元大統領：ヴィクトル・ヤヌコーヴィチ

## 参照項目
- オリガルヒ
- ロシアのオリガルヒ